# Wellington (Nouveau-Brunswick)
Pour les articles homonymes, voir Wellington (homonymie).
Wellington est une autorité taxatrice de la paroisse de Wellington, située dans le comté de Kent, à l'est du Nouveau-Brunswick.

## Géographie
Wellington comprend trois parties. La première et la plus grande, au Nord-ouest de Bouctouche et à l'Ouest de la route, comprend Mcintosh Hill, Saint-Gabriel-de-Kent, Saint-Maurice et Haut-Saint-Maurice. La deuxième, au Sud de Bouctouche, comprend McKees Mills et Saint-Joseph-de-Kent. La troisième, plus au Sud-Est, comprend Ward Corner.

## Histoire
Wellington est situé dans le territoire historique des Micmacs, plus précisément dans le district de Sigenigteoag, qui comprend l'actuel côte Est du Nouveau-Brunswick, jusqu'à la baie de Fundy.
En 1825, le territoire est touché par les Grands feux de la Miramichi, qui dévastent entre 10 000 km2 et 20 000 km2 dans le centre et le nord-est de la province et tuent en tout plus de 280 personnes,.